# Усть-Кур'я
Усть-Ку́р'я (рос. Усть-Курья) — селище (колишнє село) у складі Хабарського району Алтайського краю, Росія. Входить до складу Коротояцької сільської ради.

## Населення
Населення — 165 осіб (2010; 213 у 2002).
Національний склад (станом на 2002 рік):
- росіяни — 98 %